# Dzikość serca
Dzikość serca (ang. Wild at Heart) – amerykański film kryminalny w reżyserii Davida Lyncha z 1990, powstały na podstawie powieści Barry'ego Gifforda.
Film określany przez krytyków jako eklektyczny pastisz jest połączeniem melodramatu, thrillera i filmu drogi.

## Fabuła
Po warunkowym wyjściu z więzienia Sailor (Nicolas Cage), ze swoją ukochaną Lulą (Laura Dern) muszą uciekać do Kalifornii przed gangsterem Santosem (J.E. Freeman), wynajętym przez jej psychopatyczną matkę, Mariettę (Diane Ladd), przeciwną ich związkowi. Sailor był świadkiem zabicia przez Mariettę i prywatnego detektywa Farraguta jej męża. Kochankowie spotykają po drodze wiele dziwacznych postaci, np. szalonego gangstera Bobby’ego Peru (Willem Dafoe) i jego kochankę Perditę (Isabella Rossellini). Po nieudanym napadzie na sklep dokonanym wspólnie z Bobbym, Sailor trafia do więzienia, zostawiając Lulę w ciąży. Po sześciu latach jest wolnym człowiekiem, a z Lulą mają syna. Pozostają parą.

## Główne role
- Nicolas Cage – Sailor Ripley
- Laura Dern – Lula
- Willem Dafoe – Bobby Peru
- J.E. Freeman – Marcelles Santos
- Crispin Glover – Dell
- Diane Ladd – Marietta Fortune
- Calvin Lockhart – Reggie
- Isabella Rossellini – Perdita Durango
- Harry Dean Stanton – Johnnie Farragut
- Grace Zabriskie – Juana Durango
- Marvin Kaplan – Wujek Pooch
- William Morgan Sheppard – Pan Reindeer
- David Patrick Kelly – Dropshadow
- Freddie Jones – George Kovich
- John Lurie – Sparky
- Jack Nance – 00 Spool

## Nagrody i nominacje
- MFF w Cannes 1990 – Złota Palma dla najlepszego filmu – David Lynch

nominacje
- Oscary 1990 – Najlepsza aktorka drugoplanowa – Diane Ladd
- Złote Globy 1990 – Najlepsza aktorka drugoplanowa – Diane Ladd
- BAFTA 1990 – Najlepszy dźwięk – Randy Thom, Richard Hymns, Jon Huck, David Parker